# Stenaoplus laticoelus
Stenaoplus laticoelus är en stekelart som beskrevs av Heinrich 1968. Stenaoplus laticoelus ingår i släktet Stenaoplus och familjen brokparasitsteklar. Utöver nominatformen finns också underarten S. l. carumbae.